# Тодтмос
Тодтмос (нем. Todtmoos) — община в Германии, в земле Баден-Вюртемберг.
Подчиняется административному округу Фрайбург. Входит в состав района Вальдсхут. Население составляет 2014 человек (на 31 декабря 2010 года). Занимает площадь 28,09 км². Официальный код — 08 3 37 108.